# Lilienfeld
Lilienfeld osztrák város, Alsó-Ausztria Lilienfeldi járásának központja. 2019 januárjában 2761 lakosa volt. 

## Elhelyezkedése

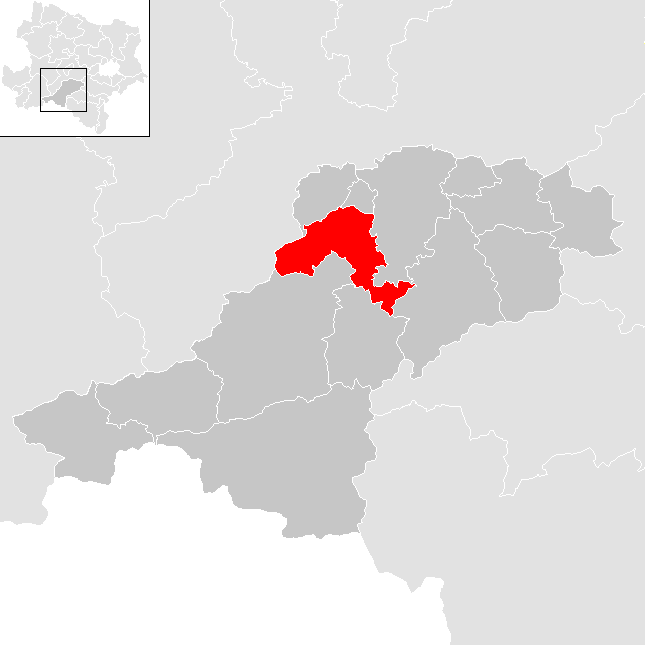
Lilienfeld a Lilienfeldi járásban

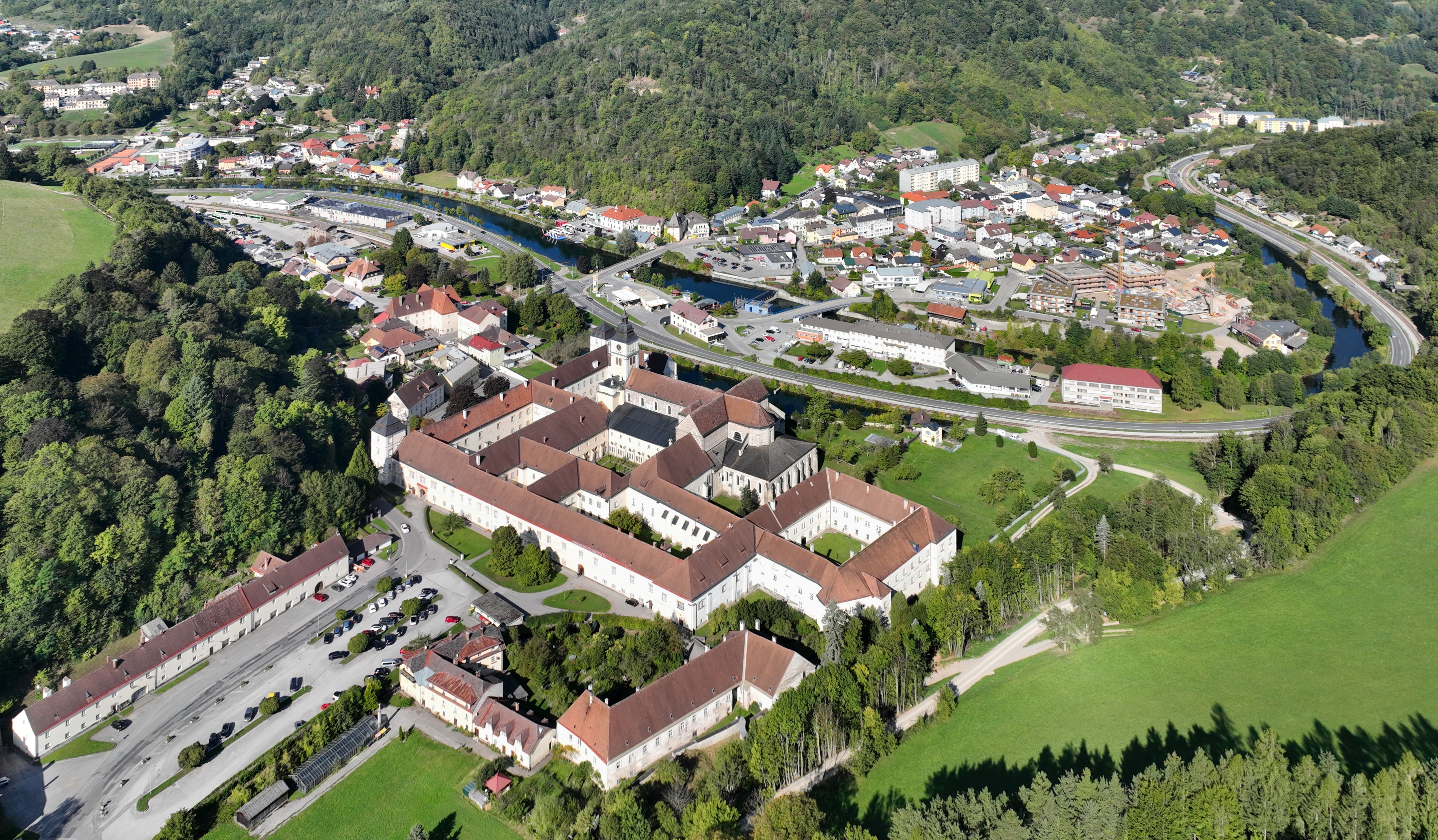
A lilienfeldi apátság

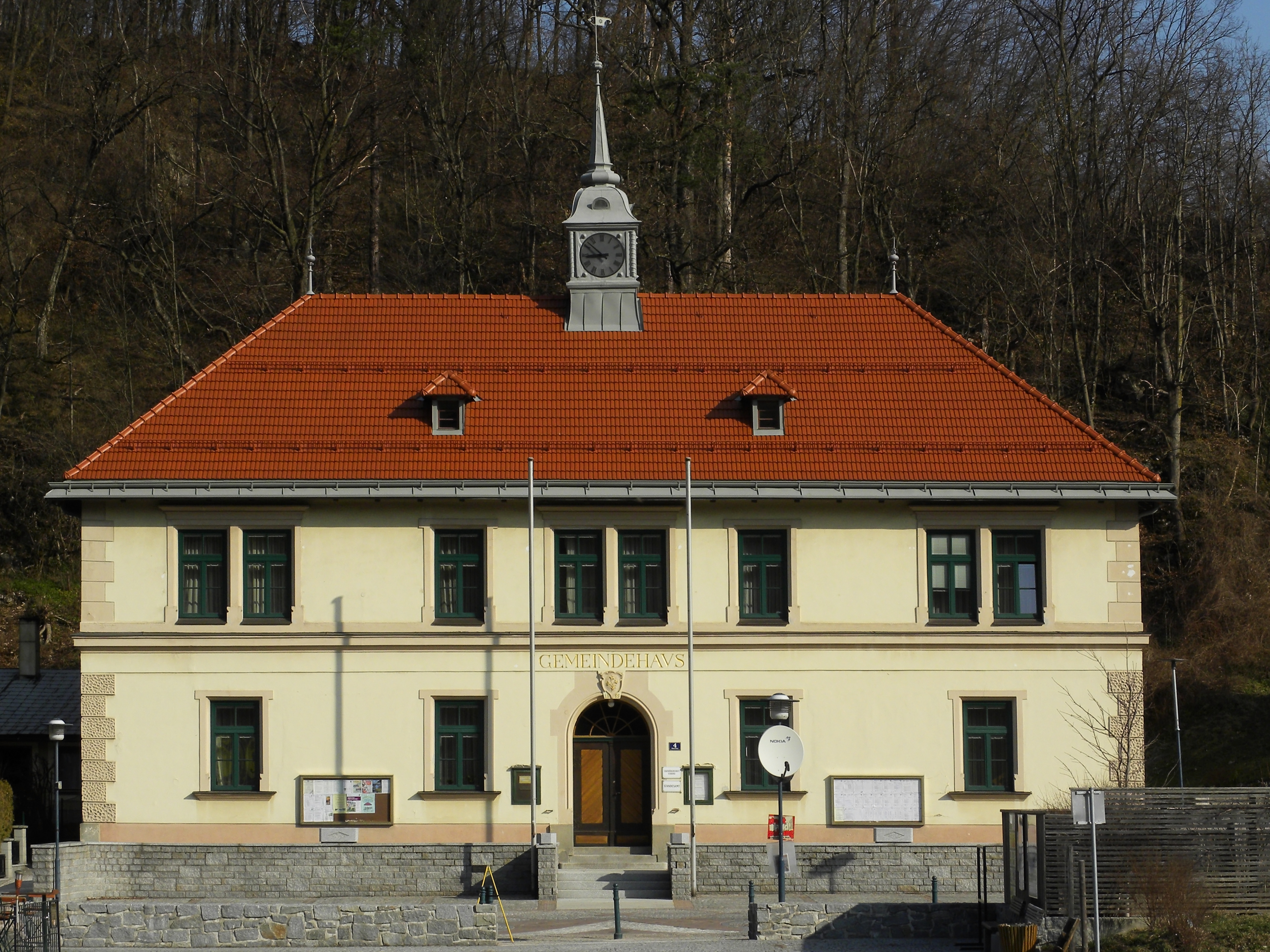
A városháza

Lilienfeld a tartomány Mostviertel régiójában fekszik a Gutensteini- és Türnitzi-Alpok között, a Traisen folyó mentén. Legmagasabb pontja az 1248 méteres Muckenkogel. Az önkormányzat 9 településrészt és falut egyesít: Dörfl (472 lakos 2019-ben), Hintereben (36), Jungherrntal (38), Lilienfeld (429), Marktl (607), Schrambach (436), Stangental (690), Vordereben (2) és Zögersbach (51). 
A környező önkormányzatok: északra Eschenau és Traisen, északkeletre Sankt Veit an der Gölsen, keletre Kleinzell, délre Hohenberg, délnyugatra Türnitz, nyugatra Kirchberg an der Pielach.

## Története
A régészeti leletek tanúsága szerint Lilienfeld területe a kőkorban is lakott volt. A népvándorlás végén szlávok telepedtek meg a térségben, akiket előbb az avarok, majd a frankok hódítottak meg. Lilienfeldet (pontosabban Schrambachot) először III. Sándor pápa 1180 körül kiadott egyik menlevelében említik. 
VI. Lipót osztrák herceg 1202-ben megalapította a lilienfeldi apátságot. A kolostor építése számos munkást, kézművest, művészt vonzott a korábban jelentéktelennek minősülő helyre. Az apátsági templom ma is Alsó-Ausztria egyik legnagyobb temploma. A kolostor mellett a mai Marktl helyén már népes mezőváros alakult ki.  
Bécs 1683-as ostromakor a törökök feldúlták a vidéket. Az osztrák örökösödési háborúban 1741-ben francia-bajor csapatok fosztogatták Lilienfeldet. 1796-ban árvíz pusztított, 1805-ben és 1809-ben Napóleon katonái szállták meg a települést, 1810-ben pedig tűzvész dúlt az apátságban. 
A községi önkormányzat 1850-ben alakult, de Lilienfeld már 1854-ben megkapta a mezővárosi rangot. Fejlődött az ipar, cementgyárat és szénbányákat létesítettek és a St. Pölten-Leobersdorf vonal a vasúti hálózatba is bekapcsolta a települést. Ebben a korszakban épült a városháza, a járási hivatal és a kórház. 
1905-ben Mathias Zdarsky, a síelés technikájának egyik kidolgozója a lilienfeldi Muckenkogel lejtőin szervezte meg a világ első lesiklóversenyét. A második világháborúban a mezőváros négy héten át intenzív harcok színhelye volt, amely jelentős károkat okozott épületeiben. 
Lilienfeld 1974-ben kapta meg a városi rangot. 1997-ben egy árvíz több száz magán- és középületet megrongált.   

## Lakosság
A lilienfeldi önkormányzat területén 2019 januárjában 2761 fő élt. A lakosságszám 2001 óta csökkenő tendenciát mutat. 2017-ben a helybeliek 82,7%-a volt osztrák állampolgár; a külföldiek közül 0,9% a régi (2004 előtti), 4,4% az új EU-tagállamokból érkezett. 4,8% a volt Jugoszlávia (Szlovénia és Horvátország nélkül) vagy Törökország, 7,2% egyéb országok polgára volt. 2001-ben a lakosok 70,9%-a római katolikusnak, 5,4% evangélikusnak, 2,7% ortodoxnak, 6% mohamedánnak, 12,9% pedig felekezeten kívülinek vallotta magát. Ugyanekkor 16 magyar élt a városban; a legnagyobb nemzetiségi csoportokat a német (87,9%) mellett a horvátok (2,4%), a szerbek (1,5%) és a törökök (1,4%) alkották.
A népesség változása:

| 2016 | 2 917 |
| 2018 | 2 833 |

## Látnivalók

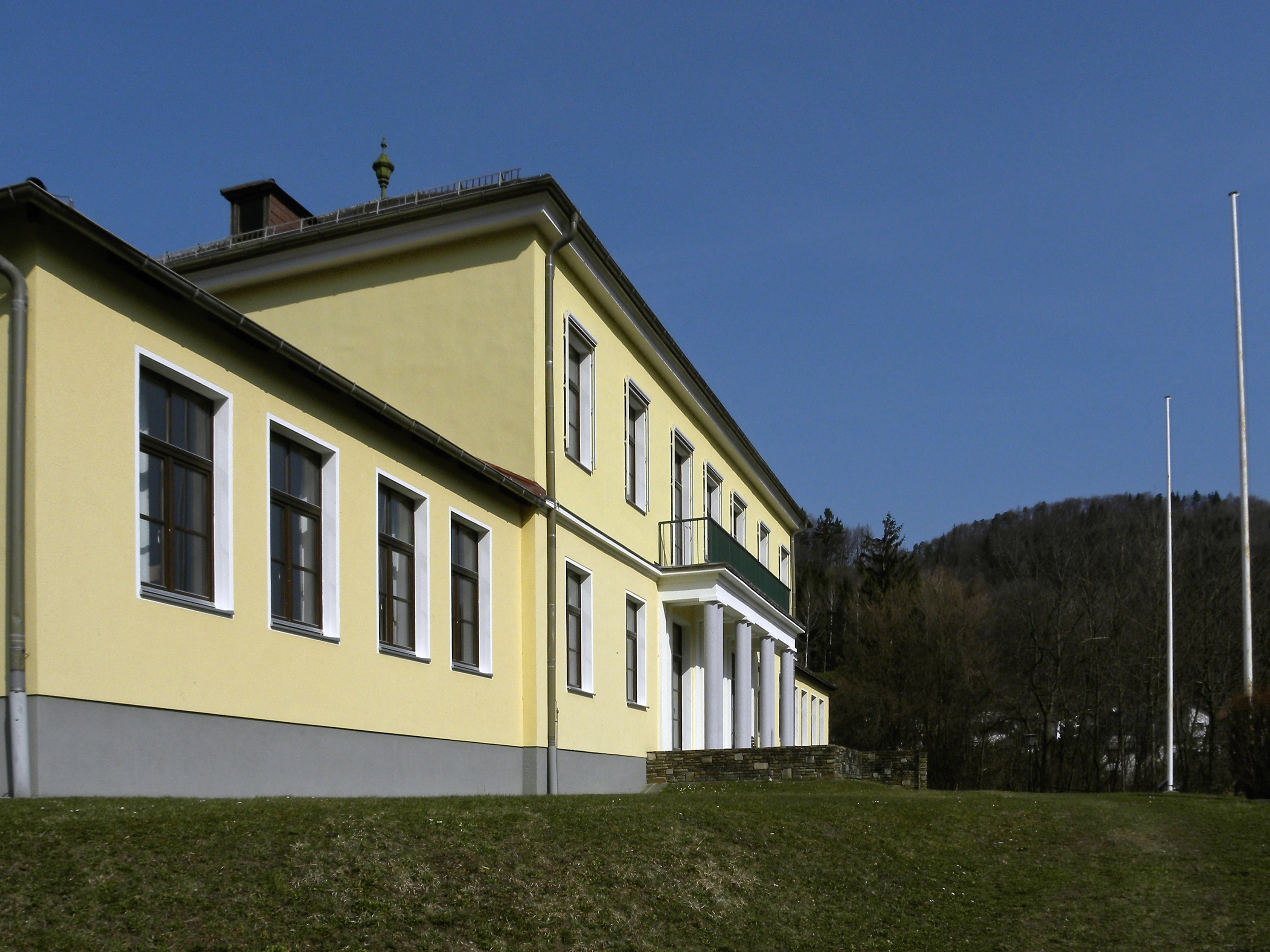
A Berghof-kastély

- a lilienfeldi cisztercita apátság. A kolostorban látható VI. Lipót herceg sírja.
- a 14. századi kaputoronyban található helytörténeti múzeum és a Zdarsky-símúzeum
- a Berghof-kastély

## Testvértelepülések
- Dzsóecu (Japán)
- Třebíč (Csehország)

## Fordítás
- Ez a szócikk részben vagy egészben  a   Lilienfeld című német Wikipédia-szócikk ezen változatának fordításán alapul.  Az eredeti cikk szerkesztőit annak laptörténete sorolja fel. Ez a jelzés csupán a megfogalmazás eredetét és a szerzői jogokat jelzi, nem szolgál a cikkben szereplő információk forrásmegjelöléseként.